# Tasa Jiya
Tasa Jiya (Utrecht, 16 september 1997) is een Nederlandse atlete, die zich heeft toegelegd op de sprint. Jiya veroverde een negental nationale jeugdtitels. In 2023 werd zij voor de eerste keer ook kampioene bij de senioren en wel op de 200 m. Ze nam eenmaal deel aan de Olympische Spelen.

## Loopbaan

### Eerste stappen
Jiya, dochter van een Nigeriaanse vader, die orthopeed is, en een Nederlandse moeder, meldde zich aan bij de Amsterdamse atletiekvereniging ATOS en richtte zich daar in eerste instantie op de meerkamp. Al gauw kwam echter haar sprinttalent bovendrijven. Geschikte trainingsmaatjes bij ATOS waren er echter maar weinig, reden waarom zij na enige tijd de overstap naar AV Lycurgus in Assendelft (voorheen Krommenie) maakte om daar te kunnen trainen in de sprintploeg van Marita Swart-van Swol. 

### Goud op EYOF
In 2013 werd Jiya voor het eerst Nederlands kampioene bij de B-meisjes op zowel de 100 als de 200 m. Zelf was zij daar nog het meest verrast over, want ze trainde in die periode niet meer dan tweemaal per week. Ze zat toen in de vierde klas van het gymnasium en had het daar erg druk mee. Nog datzelfde jaar deed Jiya haar eerste internationale ervaring op tijdens het Europees Jeugd Olympisch Festival (EYOF) van 2013 in Utrecht. Hier slaagde zij er als eerste Nederlandse sprintster in om op dit toernooi een gouden medaille te veroveren, in dit geval op de 200 m. Bovendien liep zij op de 100 m naar het zilver.
Na dit toernooi keeg Jiya rugklachten die haar maanden aan de kant hielden, een waarschijnlijk gevolg van de plotselinge opschaling van twee trainingen in de week naar een periode van dagelijks heel intensief hardlopen en het op z'n best moeten presteren in de week van het EYOF. Ondanks de door de blessure opgelopen achterstand, besloot Jiya in februari 2014 toch mee te doen aan de NK indoor voor junioren en wel op de 60 m. Het doel was niet om een medaille te behalen, maar om wedstrijdritme op te doen. Bijna was ze nog in de prijzen gevallen ook; ze werd vierde. Tijdens het buitenseizoen prolongeerde zij haar nationale titels op de 100 en 200 m bij de B-meisjes en ook dat kwam onverwacht. Ineens werd zij opgenomen in de selectie voor de wereldkampioenschappen U20 in Eugene. Daar maakte zij deel uit van het estafetteteam op de 4 × 100 m, dat verder bestond uit Lieke Klaver, Eva Hovenkamp en Marije van Hunenstijn. Het team werd derde in de serie en viel hiermee buiten de finale. 

### Prestaties tijdens examenjaar
In 2015 zat Jiya in haar examenjaar van het gymnasium, dus stond haar training mede om die reden onder druk. Voor de NK indoor voor junioren aan het begin van het jaar was ze dan ook totaal niet in vorm, was bovendien ziek geweest, maar wilde het toernooi vanwege de sfeer toch niet missen. Tot haar eigen verrassing werd ze desondanks op de 60 m kampioene bij de A-meisjes. Later dat jaar en eenmaal bevrijd van examenzorgen, veroverde zij ook op de 100 en 200 m de nationale titels bij de A-meisjes en nam zij deel aan de EK U20 in het Zweedse Eskilstuna, waar zij op beide sprintafstanden uitkwam en bovendien deel uitmaakte van de 4 × 100 m estafetteploeg. Haar beste resultaat op dat toernooi was een zevende plaats op de 200 m.

### Eerste medailles op NK senioren
In 2016, toen Tasa Jiya voor de eerste keer deelnam aan de Nederlandse seniorenkampioenschappen in het Olympisch Stadion in Amsterdam, liep zij zich direct in de prijzen met brons op de 100 m in 11,59 s en zilver op de 200 m in 23,39 s, in beide gevallen een PR-prestatie. Het was de voornaamste reden waarom zij vervolgens werd opgenomen in de nationale ploeg voor de Olympische Spelen in Rio, als een van de twee reserves voor de 4 × 100 m estafette. Alvorens naar Rio de Janeiro af te reizen nam zij in juli eerst nog deel aan de WK U20 in Bydgoszcz, waar zij op de 200 m doordrong tot de halve finale. Daarin werd zij derde en was zij uitgeschakeld voor de finale. Op de 4 × 100 m estafette haalde het Nederlandse team, onder wie Tasa Jiya, vanwege een foute wissel de finish niet. Op de Spelen in Rio hoefde zij niet in actie te komen; het Nederlandse viertal overleefde de series niet.

### Tussenjaar
In 2017 zette Jiya de atletieksport tijdelijk aan de kant. Doordat 2016 een erg intensief jaar voor haar was geworden, had zij een aantal dingen gemist. Zij wilde vooral haar rechtenstudie de volle aandacht geven, maar kwam er al doende in de loop van het jaar achter dat zij haar sport miste. Uiteindelijk vond zij in 2018 een juiste balans tussen beide actviteiten. "Ik studeer voltijds en daarnaast train ik ook weer volledig." De NK in Utrecht was in feite haar eerste wedstrijd dat jaar. Daar werd zij verrassend tweede op de 200 m in 23,43 achter Jamile Samuel, winnares in 23,04.

### Nationaal kampioen 200 m
In juni 2023 pakte Jiya tijdens het EK voor landenteams in Chorzów de overwinning als laatste loopster van het Nederlandse team op de 4 × 100 m estafette, dat verder bestond uit N'ketia Seedo, Lieke Klaver en Jamile Samuel. De 42,61 s van dit viertal was de snelste tijd van een Europees team in 2023. De maand erna maakte het Nederlandse team er tijdens de Diamond League-wedstrijd in Londen zelfs 42,38 van, met Marije van Hunenstijn in de gelederen in plaats van Lieke Klaver. Ook die wedstrijd werd gewonnen.
Vervolgens veroverde Jiya tijdens de NK in 2023 haar eerste nationale titel op de 200 m. In een direct duel wees ze Femke Bol naar de tweede plaats.

## Privé
Jiya studeerde rechten en heeft één dochter.

## Kampioenschappen

### Internationale kampioenschappen
| Onderdeel | Titel          | Jaar |
| --------- | -------------- | ---- |
| 200 m     | EYOF-kampioene | 2013 |

### Nederlandse kampioenschappen
Outdoor
| Onderdeel | Jaar       |
| --------- | ---------- |
| 100 m     | 2024       |
| 200 m     | 2023, 2024 |

## Persoonlijke records
Outdoor
| Onderdeel | Prestatie          | Datum        | Plaats  |
| --------- | ------------------ | ------------ | ------- |
| 100 m     | 11,22 s (+1,2 m/s) | 28 juni 2024 | Hengelo |
| 200 m     | 22,62 s (+1,9 m/s) | 30 juni 2024 | Hengelo |

Indoor
| Onderdeel | Prestatie | Datum            | Plaats    |
| --------- | --------- | ---------------- | --------- |
| 60 m      | 7,32 s    | 18 februari 2023 | Apeldoorn |

## Palmares

### 60 m
- 2016: 7e NK indoor – 7,55 s (in ½ fin. 7,46 s)
- 2023: 4e NK indoor – 7,32 s
- 2024:  NK indoor – 7,26 s

### 100 m
- 2013:  EJOF – 12,04 s
- 2015: 4e in ½ fin. EK U20 te Eskilstuna – 11,94 s (in serie 11,77 s)
- 2016:  Recordwedstrijden te Hoorn – 11,70 s (-0,1 m/s)
- 2016:  NK – 11,59 s (+0,2 m/s)
- 2021:  Gouden Spike – 11,74 s (+2,1 m/s)
- 2022: 7e NK – 11,53 s (-0,1 m/s) (in ½ fin. 11,48 s)
- 2023:  IFAM Meeting in Oordegem – 11,33 s (0,0 m/s)
- 2023:  NK – 11,35 s (-0,6 m/s) (in ½ fin. 11,34 s)
- 2024:  NK – 11,22 s (+1,2 m/s)

### 200 m
- 2013:  EJOF – 24,10 s
- 2015: 7e EK U20 – 23,92 s (in ½ fin. 23,79 s)
- 2016:  NK – 23,39 s (+0,4 m/s)
- 2016: 3e in ½ fin. WK U20 te Bydgoszcz – 23,72 s (in serie 23,67 s)
- 2018:  NK – 23,43 s (-2,0 m/s)
- 2021:  Gouden Spike – 23,86 s (+1,3 m/s)
- 2021:  NK – 23,14 s (+0,5 m/s)
- 2022: 8e NK – 23,91 s (-0,9 m/s) (in ½ fin. 23,55 s)
- 2023: 4e FBK Games – 22,84 s (+1,4 m/s)
- 2023:  NK – 22,77 s (-2,2 m/s)
- 2023: 4e in ½ fin. WK – 22,67 s
- 2024: 5e EK – 22,90 s
- 2024:  NK – 22,62 s (MR) (+1,9 m/s)
- 2024: 6e in ½ fin. OS - 22,81 s (+0,2 m/s) (in serie 22,74 s)

Diamond League-resutaten
- 2023: 6e Stockholm Bauhaus Athletics – 23,15 s (-0,6 m/s)
- 2023: 6e Memorial Van Damme – 22,96 s (+0,2 m/s)
- 2023: 8e Prefontaine Classic – 22,92 s (+0,3 m/s)
- 2024: 8e Bislett Games – 23,13 s (-0,2 m/s)
- 2024: 6e Stockholm Bauhaus Athletics – 23,25 s (-2,0 m/s)
- 2024: 4e Memorial Van Damme - 22,95 s (+0,2 m/s)

### 4 x 100 m
- 2013: DQ EJOF (in serie 47,18 s)
- 2014: 3e in serie WK U20 te Eugene – 45,29 s
- 2015: DNF EK U20 (in serie 44,86 s)
- 2016: DNF in serie WK U20
- 2023:  EK voor landenteams in Chorzów – 42,61 s
- 2023: DNF WK (in serie 42,53 s)
- 2024:  EK – 42,46 s (in serie 42,39 s)
- 2024: 7e OS - 42,74 s (in serie 42,64 s)

Diamond League-resultaten
- 2023:  Athletissima – 43,18 s
- 2023:  London Grand Prix – 42,38 s
- 2023:  Weltklasse Zürich – 42,86 s
- 2024: 5e London Grand Prix - 42,50 s
- 2024:  Athletissima - 42,83 s
- 2024:  Weltklasse Zürich - 43,46 s